# Asiana Airlines

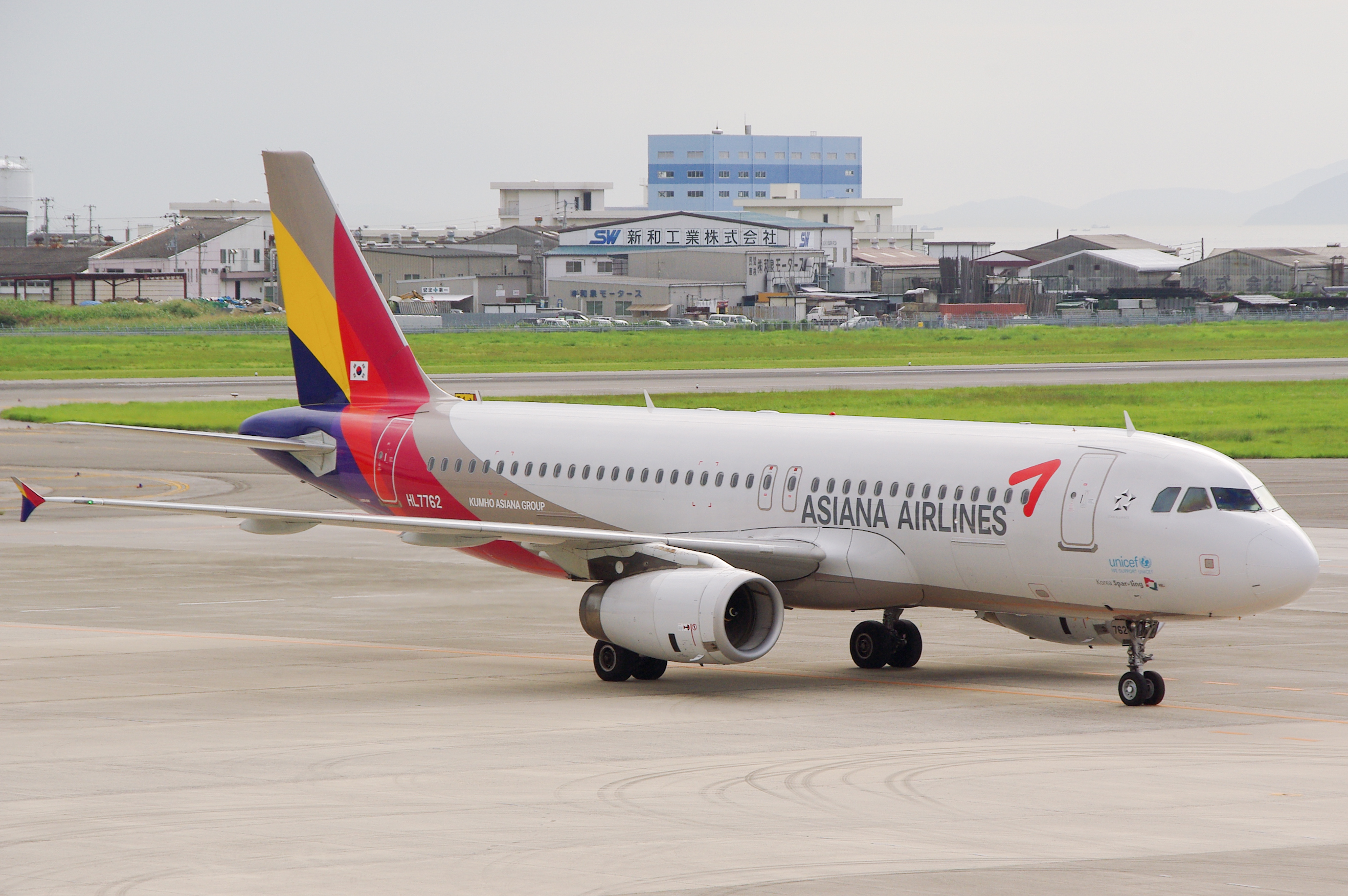
Un Airbus A320 della compagnia a Matsuyama, in Giappone.

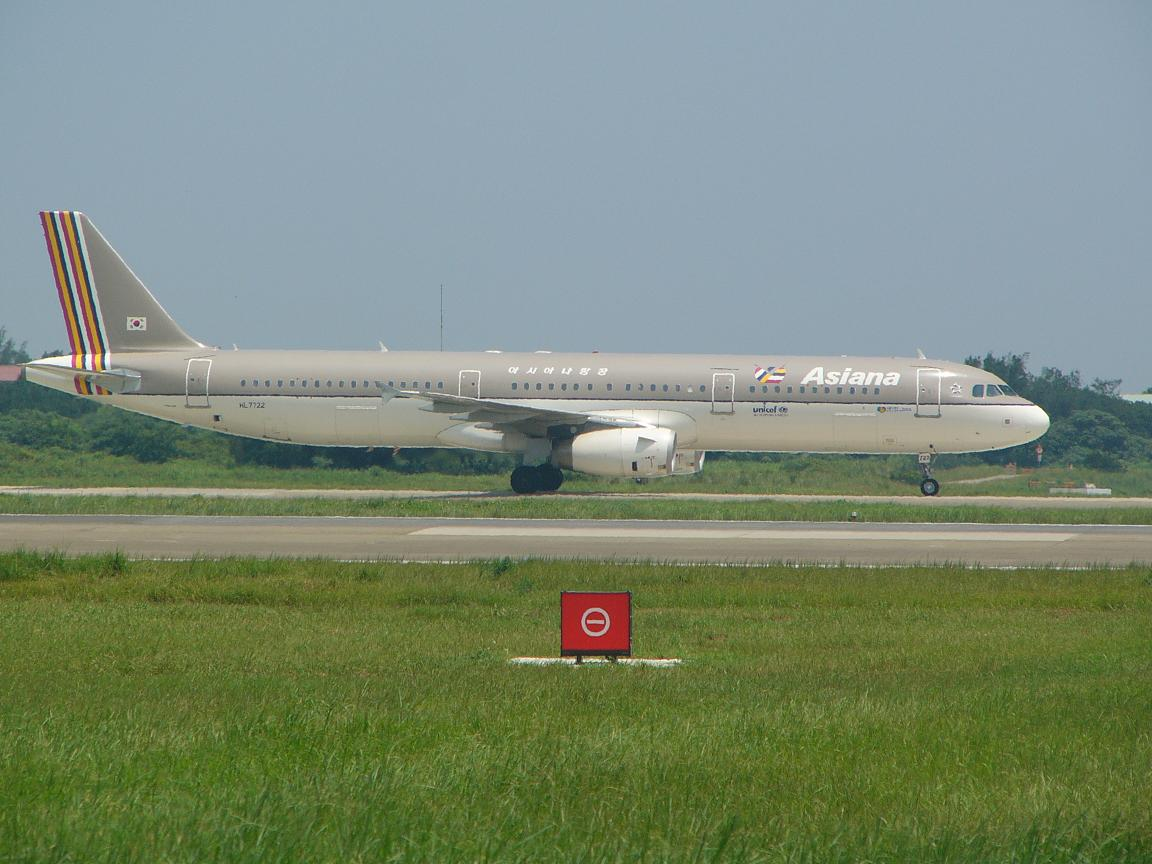
Un Airbus A321-200 della compagnia nella vecchia livrea a Taipei.

Asiana Airlines (in coreano: Asiana Hanggong - Hangŭl: 아시아나 항공; Hanja: 아시아나 航空, KKR: 020560), precedentemente Seoul Airlines, è la seconda compagnia aerea sudcoreana dopo Korean Air di cui è sussidiaria. Asiana ha la sede presso l'Asiana Town nel quartiere Gangseo-gu di Seul. La compagnia ha il suo hub domestico presso l'Aeroporto Internazionale Gimpo e l'hub internazionale presso l'Aeroporto Internazionale Incheon, entrambi aeroporti della capitale Seul.
È membro dell'alleanza globale delle compagnie aeree Star Alliance e serve 14 rotte domestiche, 90 rotte internazionali e 27 rotte cargo in Asia, Europa, Nord America e Oceania. Al 2025 la compagnia ha 8000 dipendenti.
Asiana ha vinto il prestigioso premio Skytrax come Airline of The Year nel 2010. Ha anche vinto il premio come Best Overall Airline In The World assegnatole dalla rivista "Business Travel" nel 2012. Inoltre, Asiana è una delle sette compagnie aeree al mondo a cui è assegnata la valutazione massima di 5 stelle da Skytrax insieme a Cathay Pacific, Hainan Airlines, Malaysia Airlines, Qatar Airways, Singapore Airlines e All Nippon Airways..
Asiana è anche azionista di maggioranza della compagnia aerea regionale-a basso costo Air Busan, compagnia in joint-venture con la città di Pusan.
Asiana è anche sponsor ufficiale della nazionale di calcio della Corea del Sud.

## Storia

### La fondazione
Korean Air (associata al gruppo Hanjin), che è stata privatizzata nel 1969, ebbe il monopolio nel settore del trasporto aereo sudcoreano fino alla fondazione di Asiana nel 1988. È stata fondata dal Kumho Asiana Group (già Kumho Group) ed era originariamente conosciuta come Seoul Air International. Asiana è stata fondata il 17 febbraio 1988 ed ha iniziato ad operare nel dicembre 1988 con i voli tra Seul e Pusan. A partire dal 2007 la compagnia aerea è di proprietà di investitori privati (30,53%), Kumho Industrial (29,51%), Kumho Petrochemical (15.05%), investitori stranieri (11,9%), Korea Development Bank (7,18%), e altri (5,83%).

### L'inizio del servizio di linea
Asiana iniziò le operazioni di volo nel dicembre 1988 utilizzando Boeing 737 Classic con voli da Seul per Pusan e Gwangju. Nel 1989, Asiana ha cominciato servizi regolari per Jeju, Gwangju, e Taegu e più tardi nello stesso anno, Asiana ha iniziato i voli internazionali charter per Sendai in Giappone. Nel 1990, Asiana ha iniziato i suoi primi servizi di linea internazionali per Tokyo, Nagoya, Sendai e Fukuoka. Nello stesso anno, Asiana aveva 9 Boeing 747-400, 10 Boeing 767-300 e 8 Boeing 737-400. Nei primi mesi del 1991, Asiana attivò servizi per Bangkok, Singapore, Hong Kong e Taipei. I voli transpacifici per Los Angeles sono iniziati nel dicembre 1991 con un Boeing 747-400Combi. I voli per Vienna, Bruxelles, e Honolulu sono iniziati a metà degli anni novanta. Nel 1993, Asiana ha iniziato i collegamenti per Ho Chi Minh in Vietnam.

### L'espansione e l'ingresso in Star Alliance
Asiana Airlines si è rapidamente espansa fin da quando venne fondata nel 1988, per diventare da una di medie dimensioni a un importante vettore globale con una flotta di 80 aeromobili. Il 1º marzo 2003, la compagnia aerea è diventata membro di Star Alliance, ampliando la propria rete e marchio su scala globale. Nel 2004, la compagnia aerea ha aggiunto gli Airbus A330 e i Boeing 777-200ER alla sua flotta e ha rapidamente ampliato il network nella Cina continentale. Attualmente fornisce servizi internazionali per 71 città in 23 paesi su 91 rotte e in Corea del Sud serve 12 città su 14 rotte. Fornisce inoltre servizi di trasporto merci internazionale su 29 città in 14 paesi operando 28 rotte di Asiana Cargo, la divisione trasporto merci della compagnia aerea. Nel 2012, la compagnia aerea ha registrato un fatturato netto di 5,3 miliardi di dollari.

### Nuova immagine
Nel febbraio del 2006, Asiana Airlines ha rinnovato logo e colori per standardizzarle con quelle di altre divisioni della società controllante dal Kumho Asiana Group. I nomi delle classi di viaggio sono cambiati da First Class, Business Class ed Economy Class a First, Business, e Travel e ad ognuna di viene assegnato un colore che arreda anche gli interni degli aeromobili: rosso per la First, blu per la Business e giallo per la Travel. Sono state anche adottate nuove divise per l'equipaggio.

### Sviluppi futuri
Sin dagli 2000, Asiana si è concentrata sulle attività di lungo raggio e la modernizzazione della flotta. Entro dicembre 2013, Asiana aumenterà le sue rotte passeggeri transpacifiche da 44 a 49 voli a settimana. La compagnia aerea prevede di aumentare le dimensioni della sua flotta da 80 a 85 aerei entro la stessa data. Con la consegna del Airbus A380 a fine 2014, la flotta crescerà a 88, e per il 2015 comprenderà 36 narrow-body, 40 wide-body, e 12 aerei cargo.

## Destinazioni
Al 2022, Asiana Airlines opera voli di linea verso Australia, Austria, Belgio, Cambogia, Cina, Filippine, Francia, Germania, Guam, Hong Kong, India, Indonesia, Isole Marianne Settentrionali, Italia, Giappone, Kazakistan, Birmania, Regno Unito, Singapore, Spagna, Stati Uniti, Sud Corea, Taiwan, Thailandia, Turchia, Uzbekistan e Vietnam.

### Accordi commerciali

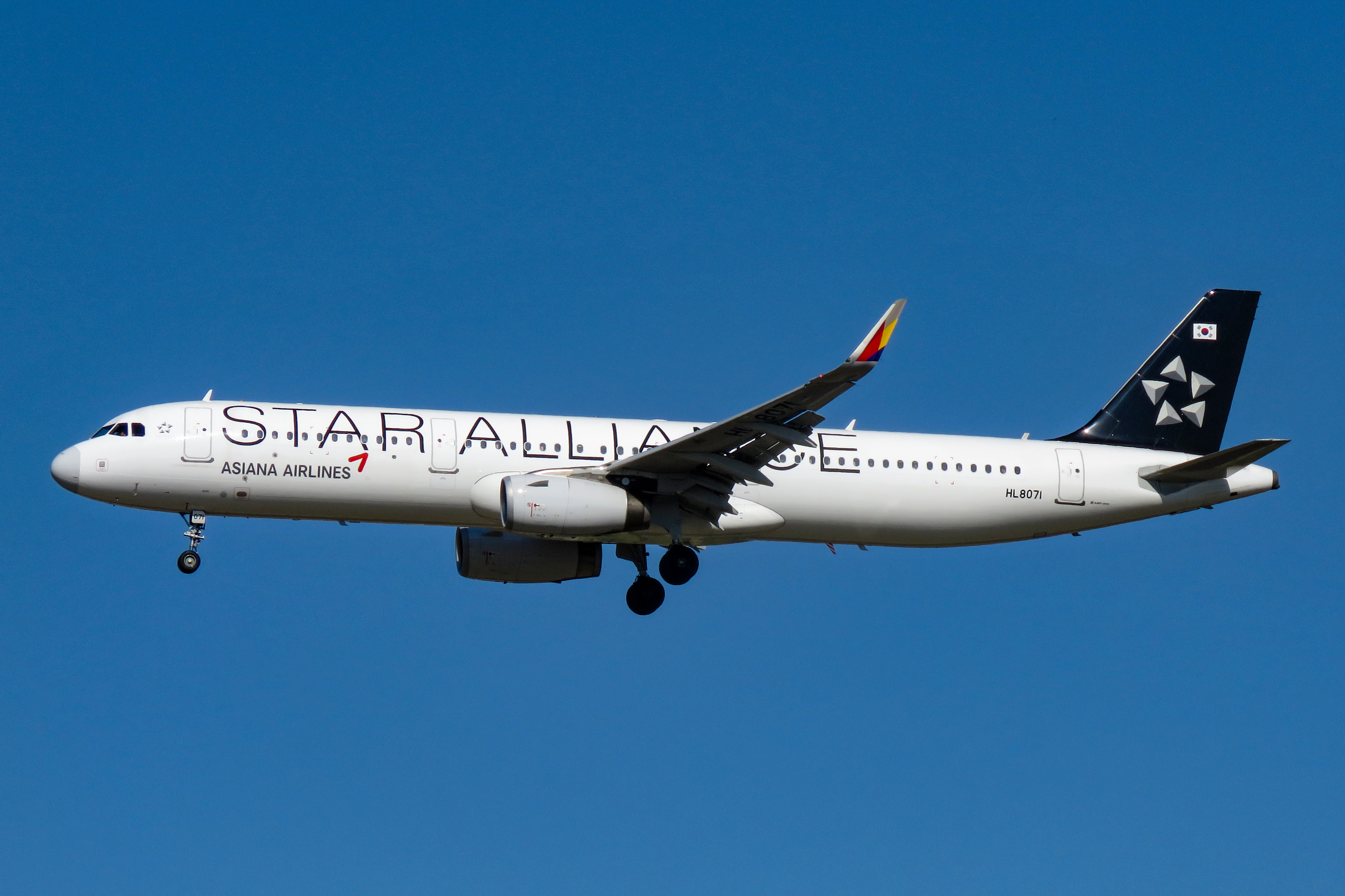
Un Airbus A321-200 di Asiana Airlines in livrea Star Alliance.

Al 2022 Asiana Airlines ha accordi di code-share con le seguenti compagnie:
- Air Astana
- Air Busan
- Air Canada
- Air China
- Air India
- Air Macau
- Air New Zealand
- Air Seoul
- All Nippon Airways
- Austrian Airlines
- China Southern Airlines
- Copa Airlines
- Croatia Airlines
- EgyptAir
- Ethiopian Airlines
- Etihad Airways
- EVA Air
- Hong Kong Airlines
- LOT Polish Airlines
- Myanmar Airways International
- Qantas
- Qatar Airways
- S7 Airlines
- Shandong Airlines
- Shenzhen Airlines
- Singapore Airlines
- South African Airways
- Thai Airways International
- Turkish Airlines
- United Airlines

### Alleanze
Nel marzo 2003 Asiana Airlines è entrata a far parte di Star Alliance

## Flotta

### Flotta attuale

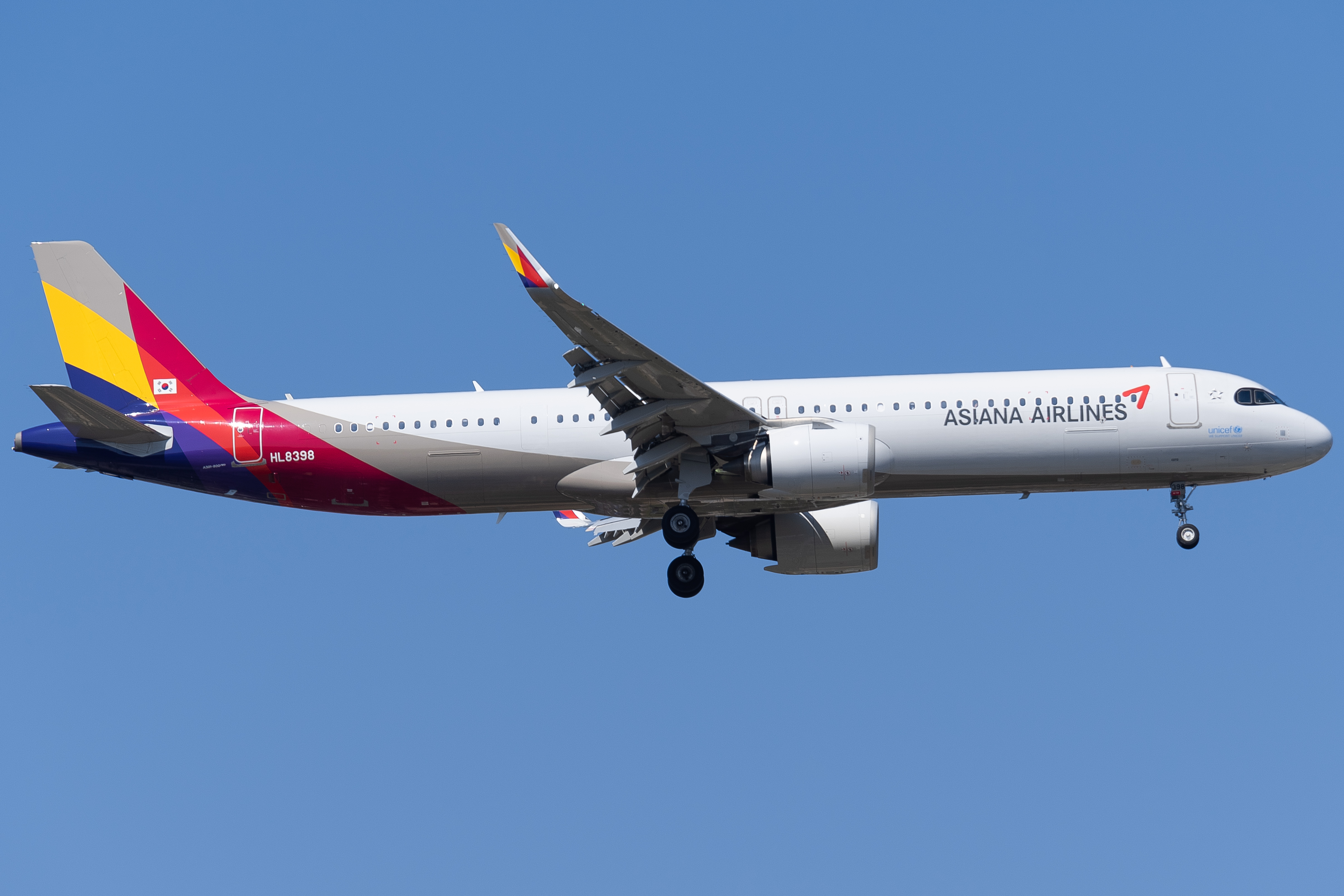
Un Airbus A321neo.

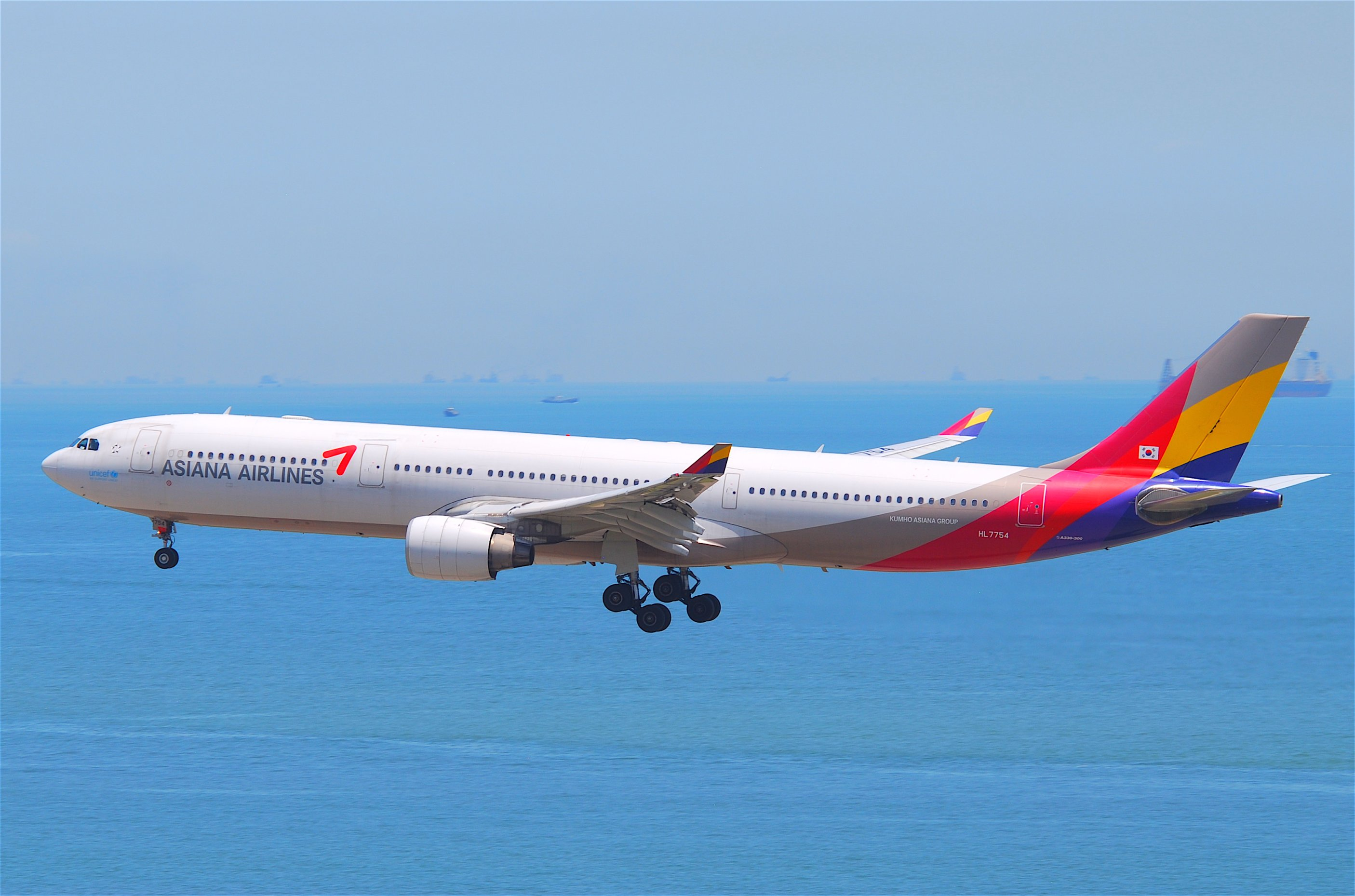
Un Airbus A330-300.

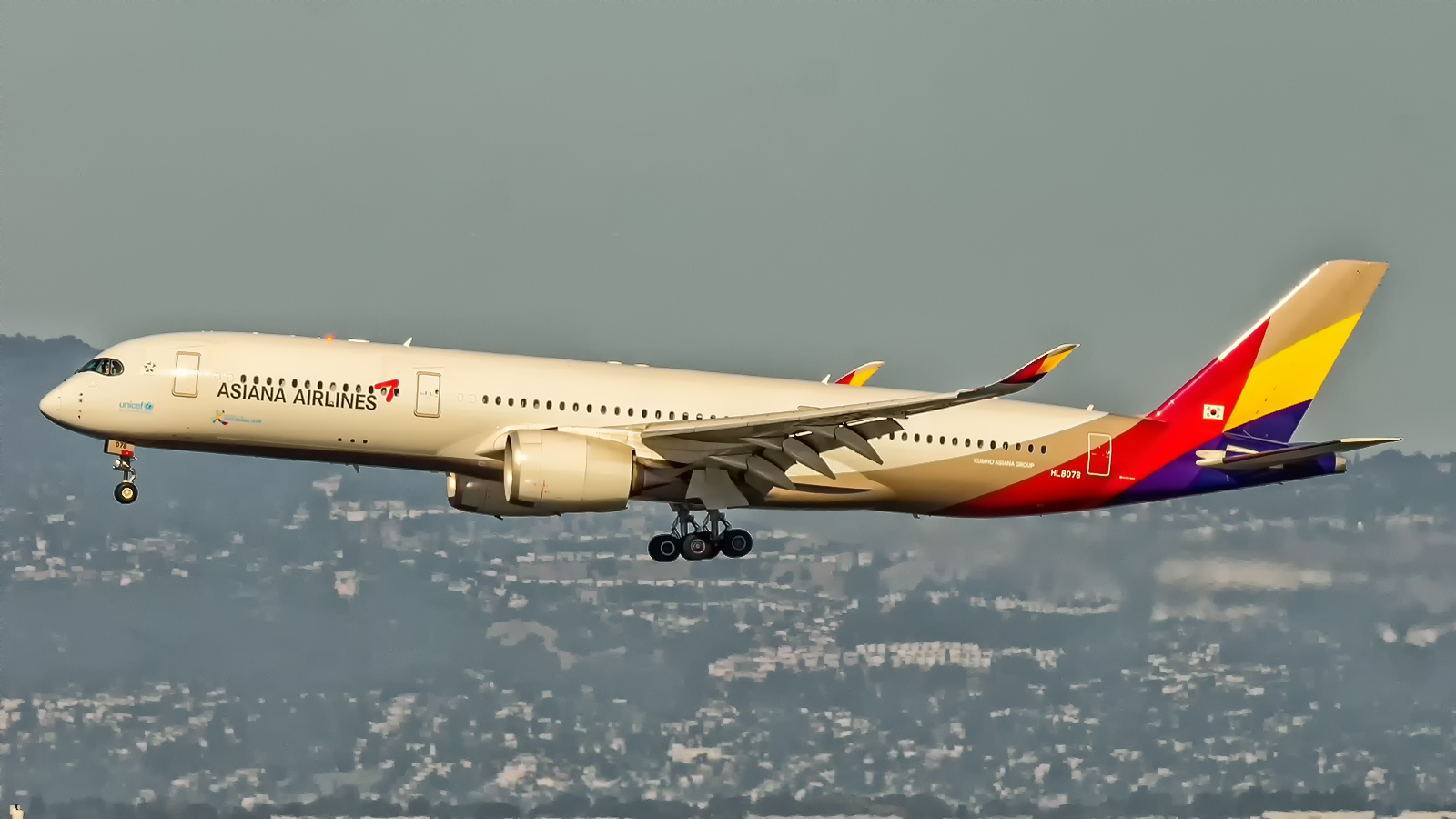
Un Airbus A350-900.

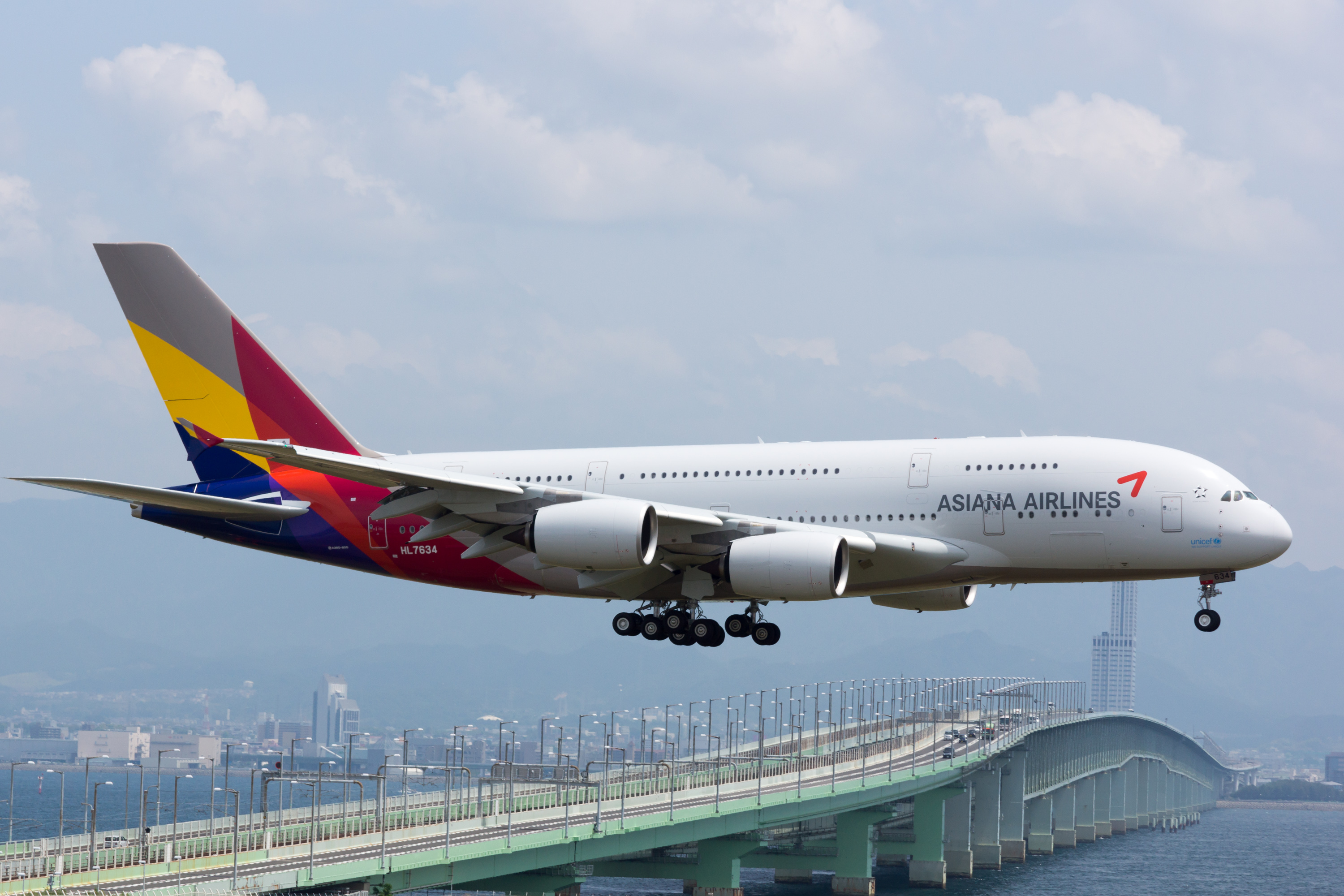
Un Airbus A380-800.

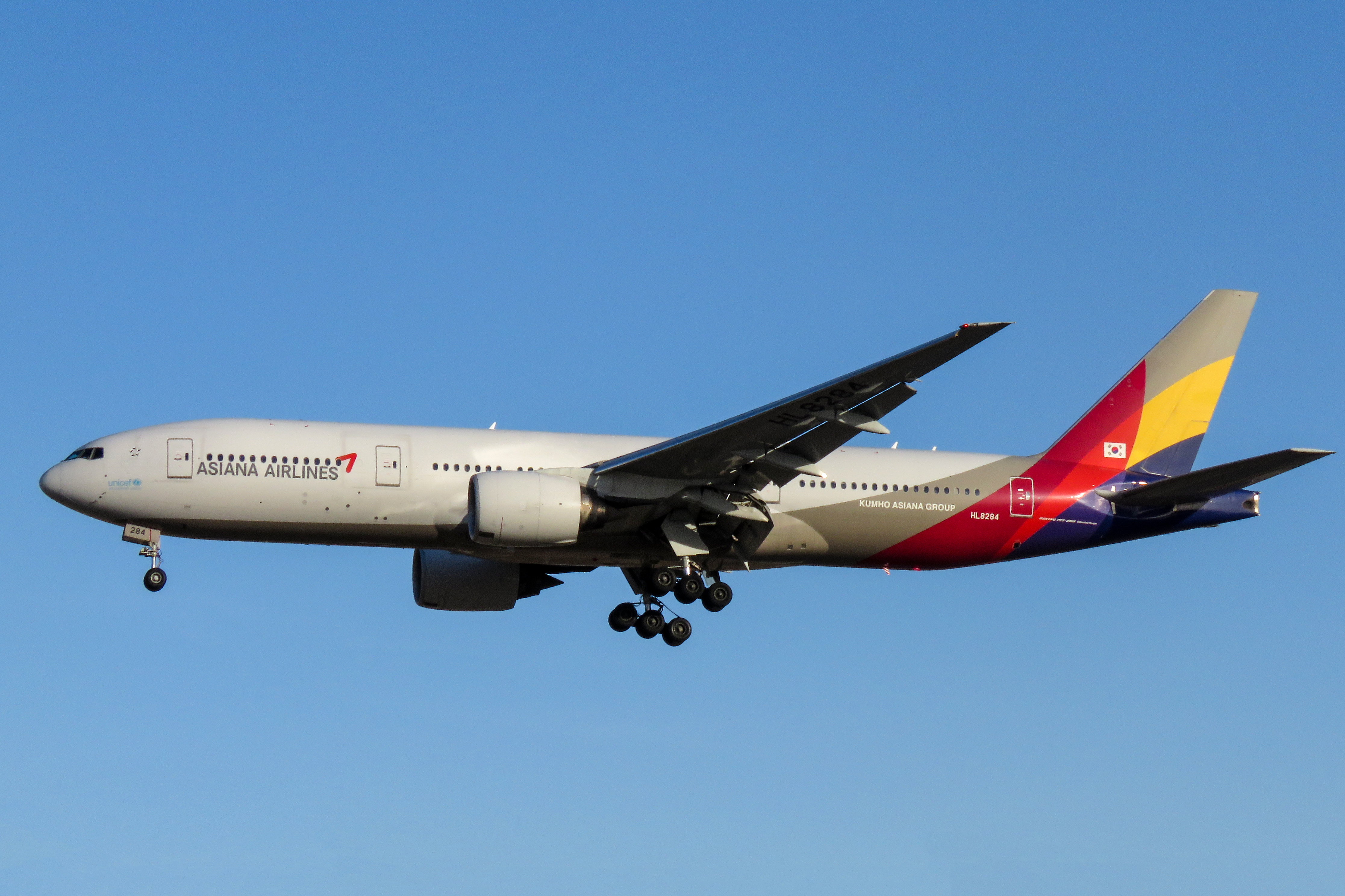
Un Boeing 777-200ER.

Ad agosto 2024, la flotta di Asiana Airlines è composta dai seguenti aeromobili:

### Flotta storica

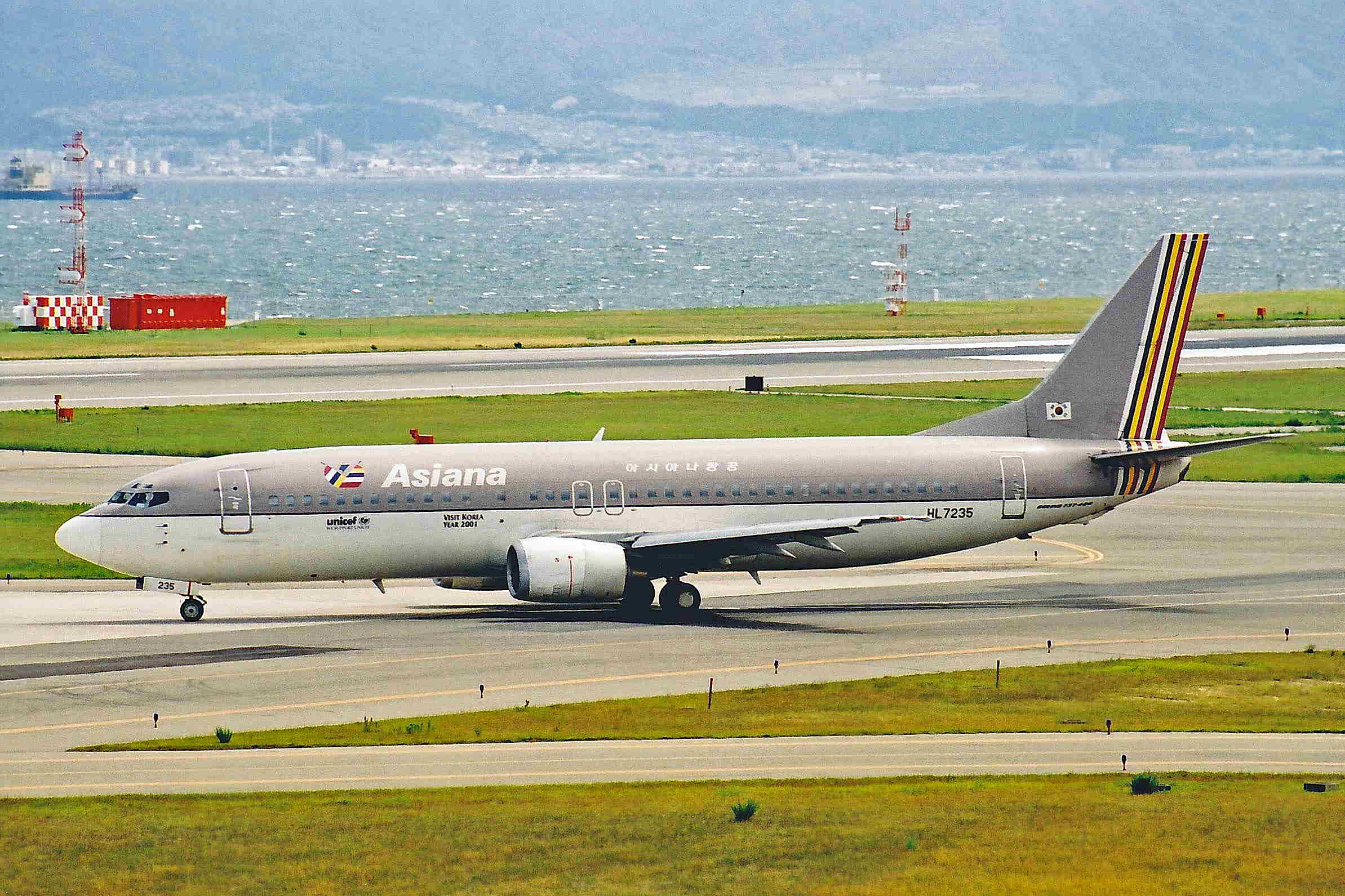
Un Boeing 737-400.

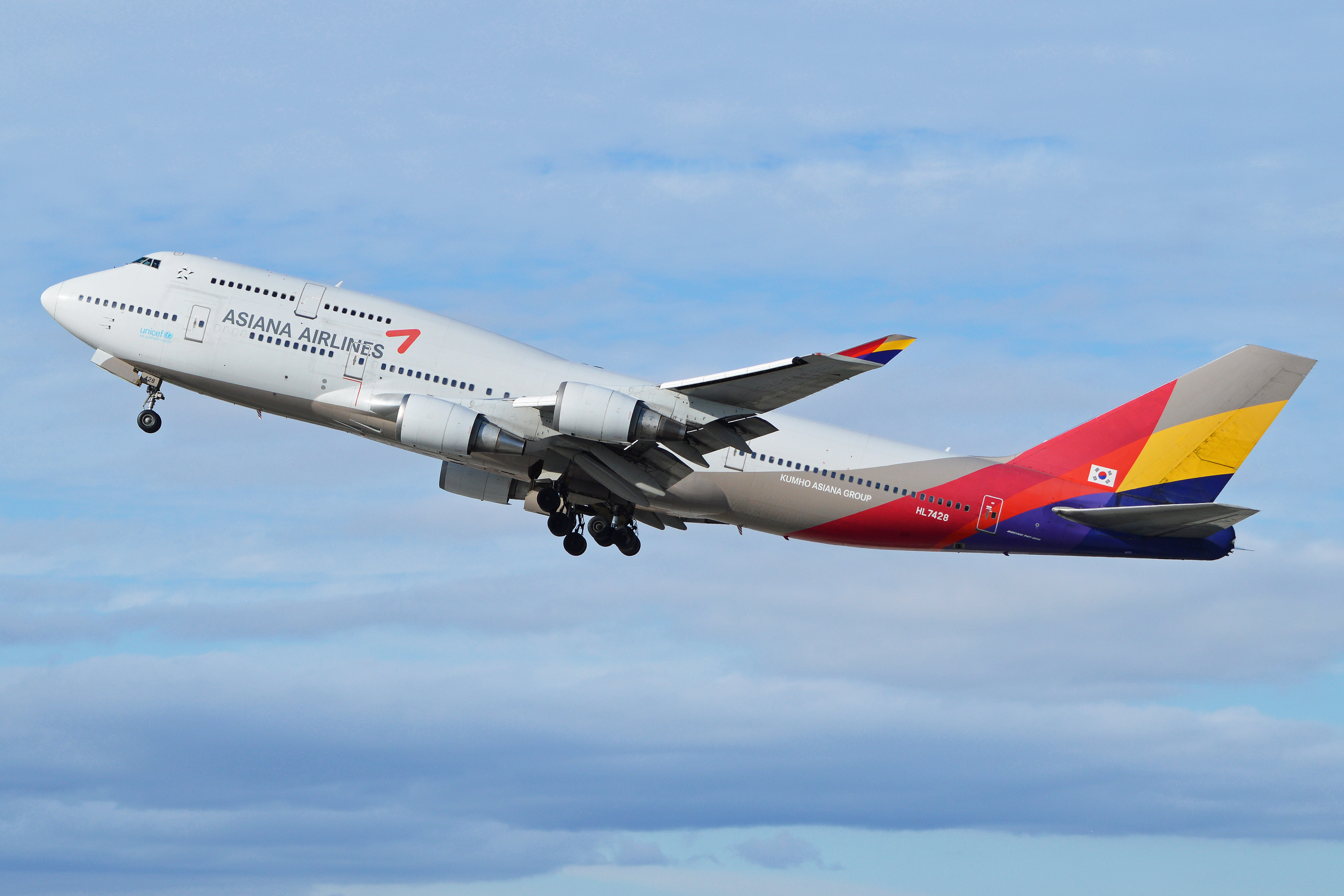
L'unico Boeing 747-400.

Asiana Airlines operava in precedenza con i seguenti aeromobili:

## Incidenti
- Il 26 luglio 1993, il volo Asiana Airlines 733, un Boeing 737-5L9, precipitò nell'area di Hwawon della Contea di Haenam, nella provincia della Jeolla Meridionale. La causa dell'incidente venne individuata in un errore del pilota che portò a un volo controllato contro il suolo. 68 dei 116 passeggeri e membri dell'equipaggio a bordo persero la vita.[15]
- Il 28 luglio 2011, il volo Asiana Airlines 991, un Boeing 747-48EF, precipitò in mare al largo dell'Isola di Jeju dopo aver subito un incendio sul ponte principale. Entrambi i piloti, le uniche due persone a bordo, persero la vita. Il disastro segnò la seconda perdita di un Boeing 747 per trasporto merci a causa di un incendio in meno di un anno, a seguito dell'incidente del volo UPS Airlines 6 a Dubai nel settembre 2010.[16]
- Il 6 luglio 2013, il volo Asiana Airlines 214, un Boeing 777-28EER, si schiantò in fase di atterraggio all'aeroporto di San Francisco a causa di errori dei piloti. Dei 291 passeggeri e 16 membri dell'equipaggio presenti a bordo, le vittime furono 3 (di cui 2 nell'impatto) e i feriti 181. Si tratta del primo incidente con vittime di un Boeing 777.[17]
- Il 14 aprile 2015, il volo Asiana Airlines 162, un Airbus A320-200, atterrò a breve distanza dalla pista, colpì il localizzatore, scivolò sulla coda e si girò di 120 gradi prima di fermarsi sull'erba, di fronte all'edificio del terminal. L'aereo subì danni sostanziali all'ala sinistra e al motore. Delle 82 persone a bordo, 27 (25 passeggeri e due membri dell'equipaggio) rimasero ferite, una gravemente.[18]